# Atmosphère ! Atmosphère ! Est-ce que j'ai une gueule d'atmosphère ?

« Atmosphère ! Atmosphère ! Est-ce que j'ai une gueule d'atmosphère ? » est une célèbre réplique dite par Arletty dans le film Hôtel du Nord de Marcel Carné, adaptation du roman L’Hôtel du Nord d'Eugène Dabit, et sorti en 1938. Cette réplique s'est durablement implantée dans la culture populaire, notamment grâce à l'intonation particulière, emblématique de la gouaille parisienne, donnée par l'actrice à cette phrase.

## Situation
Le dialogue, écrit par Henri Jeanson, se déroule entre Raymonde (Arletty, une prostituée) et Edmond (Louis Jouvet son protecteur). Ils sont sur une écluse qui enjambe le canal Saint-Martin, non loin de l'Hôtel du Nord que l'on aperçoit. Edmond veut partir à la pêche à La Varenne et se plaint de Raymonde qu'il trouve trop collante ; elle voudrait qu'il aille avec elle à Toulon.
M. Edmond : « J’ai besoin de changer d’atmosphère, et mon atmosphère, c’est toi. »
Mme Raymonde : « C’est la première fois qu'on me traite d’atmosphère ! Si je suis une atmosphère, t'es un drôle de bled ! Les types qui sont du milieu sans en être et qui crânent à cause de ce qu'ils ont été on devrait les vider ! Atmosphère ! Atmosphère ! Est-ce que j'ai une gueule d'atmosphère ? Puisque c’est ça, vas-y tout seul à La Varenne ! Bonne pêche et bonne atmosphère ! »

## Analyse
Arletty prononce une des plus célèbres répliques du cinéma français. Cependant, comme le fait remarquer Jacques Lourcelles, cette réplique met moins en valeur la force des dialogues du film que le génie d'Arletty qui, à partir d'une réplique qui aurait pu être assez lourde, a réussi à créer un trait inoubliable devenu le symbole de la gouaille parisienne.

## Postérité
- En 1995, Jacques Perrin et Yves Deschamps font figurer ce célèbre passage, le dix-neuvième dans l'ordre d'apparition, dans leur documentaire compilant des extraits de films du cinéma français, produit à l'occasion des cent ans du cinéma, et intitulé Les Enfants de Lumière.
- En 2015, Philippe Pouchain, Yves Riou, Jean-Luc Seigle et Arnaud Sélignac font figurer ce célèbre passage dans le téléfilm historique Arletty, une passion coupable.